# 道璿
道璿（どうせん、702年（長安2年） - 760年5月7日（天平宝字4年4月18日））は、中国唐代の僧。

## 略歴
洛陽大福先寺に住して定賓（じょうひん）に戒律を、北宗系の禅で二祖とされる普寂に禅と華厳教学を学んだ。
入唐した僧栄叡・普照の要請により、鑑真に先だち戒律を将来するために日本に招かれ、736年（開元24年、天平8年）インド出身の僧菩提僊那やベトナム出身の僧仏哲と来日する。
渡来後の道璿は、北宗禅を広めるため、大安寺に「禅院」を創設し、751年（天平勝宝3年）には律師に任じられた。また、戒律では『梵網経疏』を撰した。さらに、天台宗にも精通していた。
後に、吉野の比蘇山寺に入り、修禅に精励し、山岳修験者にも少なからぬ影響を与えたとされる。

## 影響
弟子には行表（722年 - 797年）らが出た。なお、行表は、最澄の師である。最澄の「四種相承」（天台・密教・禅宗・大乗戒）の思想は、道璿が伝えた玉泉天台（荊州玉泉寺の天台）の影響とされる。